# US Open 1968
Lo US Open 1968 è stata l'88ª edizione dello US Open e quarta prova stagionale dello Slam per il 1968. Si è disputato dal 29 agosto all'8 settembre al West Side Tennis Club nel quartiere di Forest Hills di New York negli Stati Uniti. 
Il singolare maschile è stato vinto dallo statunitense Arthur Ashe, che si è imposto sull'olandese Tom Okker in cinque set col punteggio di 14–12, 5–7, 6–3, 3–6, 6–3. Il singolare femminile è stato vinto dalla britannica Virginia Wade, che ha battuto in finale la statunitense Billie Jean King.
Nel doppio maschile si sono imposti Robert Lutz e Stan Smith.
Nel doppio femminile hanno trionfato Maria Bueno e Margaret Court.
Nel doppio misto la vittoria è andata a Mary-Ann Eisel, in coppia con Peter Curtis.

## Seniors

### Singolare maschile
Arthur Ashe ha battuto in finale  Tom Okker con il punteggio di 14–12, 5–7, 6–3, 3–6, 6–3.
- È stato il 1º titolo del Grande Slam per Ashe.

### Singolare femminile
Virginia Wade ha battuto in finale  Billie Jean King con il punteggio di 6–4, 6–2.
- È stato il 1º titolo del Grande Slam per Virginia Wade .

### Doppio maschile
Robert Lutz /  Stan Smith hanno battuto in finale  Arthur Ashe /  Andrés Gimeno con il punteggio di 11–9, 6–1, 7–5.

### Doppio femminile
Maria Bueno /  Margaret Court hanno battuto in finale  Rosemary Casals /  Billie Jean King con il punteggio di 4–6, 9–7, 8–6.

### Doppio misto
Mary-Ann Eisel /  Peter Curtis hanno battuto in finale  Tory Fretz /  Gerry Perry con il punteggio di 6–4, 7–5.

## Juniors
Tornei iniziati nel 1973